# هفته جهانی فضا
در سال ۱۹۹۹، مجمع عمومی سازمان ملل، به پیشنهاد ایران قطعنامه‌ای را تصویب کرد که به موجب آن، چهارم تا دهم اکتبر هر سال (۱۳ الی ۱۹ مهر)، به عنوان هفته جهانی فضا، انتخاب شد. هدف از این کار هم، ترویج و توسعه دانش فضایی و آشنا کردن مردم و جوانان از نقش فناوری فضایی در زندگی انسان‌ها روی زمین اعلام شد. این هفته حد فاصل دو رویداد تاریخی است. ۴ اکتبر ۱۹۵۷، اسپتونیک - ۱، نخستین ماهواره جهان توسط اتحاد جماهیر شوروی به فضا پرتاب شد. در ۱۰ اکتبر ۱۹۶۷، نخستین معاهده استفاده صلح‌آمیز از فضای ماوراء جو در سازمان ملل به امضاء رسید.

## فعالیت‌ها
سازمان ملل و مسئولان انجمن هفته جهانی فضا، از تمامی گروه‌ها و تشکل‌ها در سراسر جهان خواسته‌اند تا در این هفته، با اجرای برنامه‌های مختلف، مانند برگزاری همایش‌های و نمایشگاه‌های فضایی، اجرا مسابقات علمی و هر کاری که بتواند نظر جوانان را به دانش فناوری فضایی جلب کند، انجام دهند.

## شعارهای هفته جهانی فضا
کمیته جهانی برگزاری مراسم هفته فضا، در هر سال شعاری را برای آن در نظر می‌گیرد. هدف از این کار، همسو کردن فعالیت‌ها و برنامه‌های گروه‌های مختلف در سراسر جهان، در راستای هدفی مشترک است.
شعارهای مراسم هفته جهانی فضا از ابتدا تاکنون:
سال ۲۰۰۰: آغاز هزاره فضایی
سال ۲۰۰۱: الهام از فضا
سال ۲۰۰۲: فضا و زندگی روزمره
سال ۲۰۰۳: فضا؛ افقی فراتر از زمین
سال ۲۰۰۴: فضا برای توسعه پایدار
سال ۲۰۰۵: اکتشاف و تخیل
سال ۲۰۰۶: فضا برای نجات زندگی
سال ۲۰۰۷: پنجاه سال در فضا
سال ۲۰۰۸: کاوش در جهان
سال ۲۰۰۹: فضا برای آموزش
سال ۲۰۱۰: اسرار جهان هستی
سال ۲۰۱۱: پنجاه سال انسان در فضا
سال ۲۰۱۲: فضا برای ایمنی و امنیت انسان‌ها
سال ۲۰۱۳: کاوش مریخ، شناخت زمین
سال ۲۰۱۴: فضا؛ راهنمای راه
سال ۲۰۱۵: اکتشاف
سال ۲۰۱۶: سنجش از دور؛ توانمندسازی آینده

## هفته جهانی فضا در ایران
برنامه‌های هفته جهانی فضا از همان سال ۲۰۰۰، در ایران شروع شد. اما بیشتر در حد اجرای همایش‌ها و برنامه‌های درون سازمانی در سازمان سنجش از دور و وزارت مخابرات سابق بود. تأسیس سازمان فضایی ایران در سال ۸۴، و به طبع آن، اطلاع‌رسانی‌های بیشتر دربارهٔ این هفته در بین مردم، باعث شد که برخی از تشکل‌ها در شهرهای مختلف، به فکر برگزاری مراسم هفته جهانی فضا، در ابعادی گسترده‌تر در میان مردم باشند. شهرهایی مثل تهران، اصفهان و رشت، از جمله نخستین شهرهایی بودند که به‌طور جدی در این زمینه فعالیت کردند. به دنبال آن در سال‌های اخیر، شهرهای دیگری هم به این فهرست اضافه شدند و در حال حاضر شاهد گسترش برگزاری این برنامه‌ها تقریباً در تمامی استان‌ها هستیم.
در ویژه‌برنامه‌های هفته جهانی فضا در ایران در سال‌های گذشته فضانوردانی از همچون گئورگی گرچکو، الکساندر بالاندین و ویکتور گارباتکو حضور داشتند.